# Geoïde

De relatie tussen het reliëf of topografisch oppervlak (de werkelijke vorm van de aarde), de geoïde en een referentie-ellipsoïde:
1. oceaan
2. ellipsoïde
3. lokale verticaal
4. continent
5. geoïde

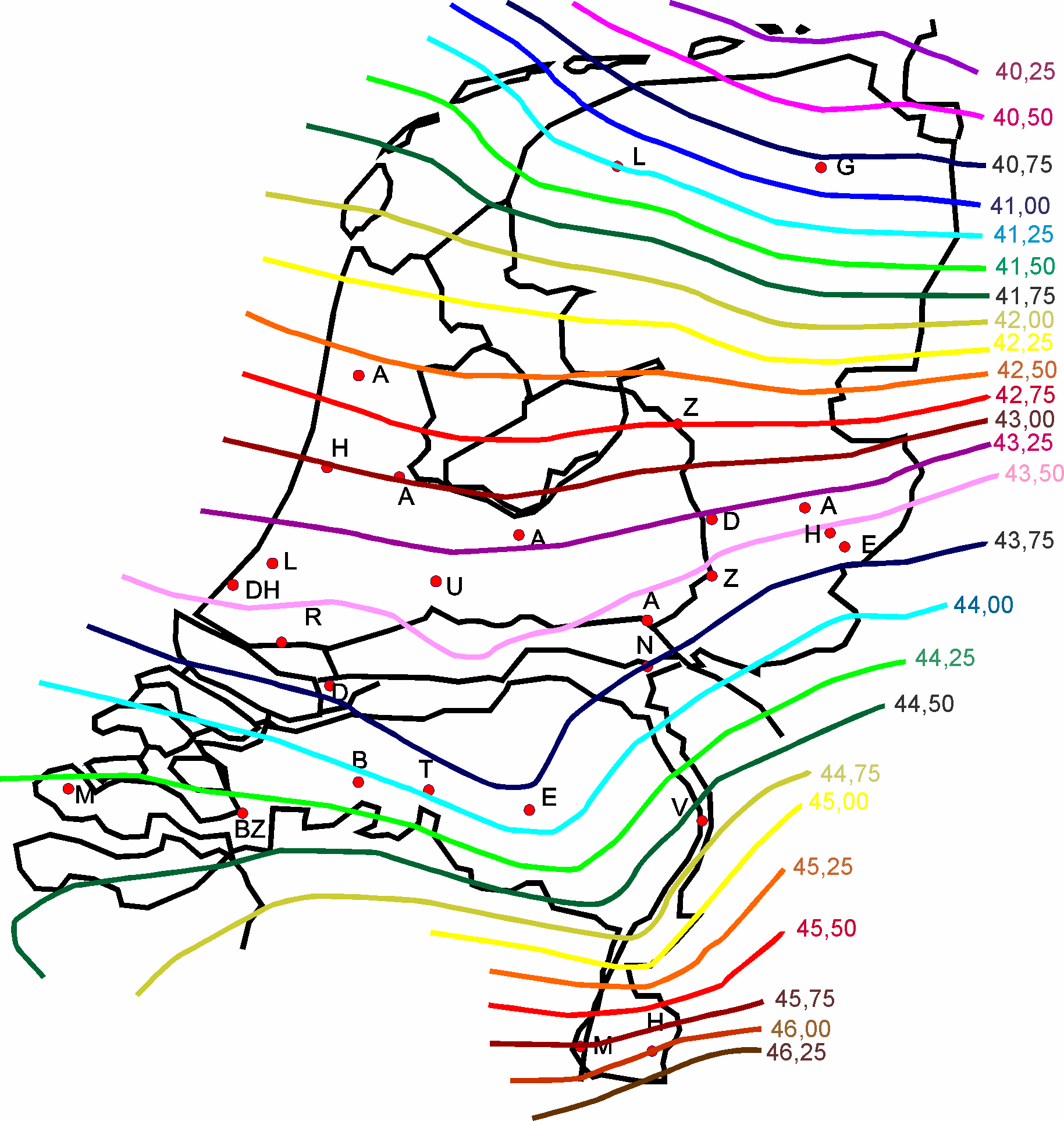
Ligging van de geoïde in Nederland; meters boven WGS84-ellipsoïde

De geoïde is het oppervlak op gemiddeld zeeniveau, waar dezelfde zwaartekrachtspotentiaal (inclusief de potentiaal van de middelpuntvliedende kracht door de draaiing van de Aarde) heerst: het equipotentiaalvlak. Zonder getijden, wind en verschillen in watertemperatuur en zoutgehalte zou het waterniveau in zee dit oppervlak volgen.
Dit vlak staat in elk punt loodrecht op de richting van de zwaartekracht en ligt dus overal waterpas. Het is het referentievlak waar hoogtemetingen van het topografisch oppervlak aan gerelateerd worden. Door allerlei invloeden, zoals de aanwezigheid van bergen op land en troggen in de oceanen, verschillen van dichtheid van de massa in het inwendige van de aarde, staat de zwaartekracht niet exact loodrecht op een geïdealiseerd model van de aarde, de afgeplatte bol, of oblate sferoïde. De geoïde heeft over de hele aarde gemeten veel bulten en dalen, veroorzaakt door bovengenoemde invloeden.

## Relatie
De relatie tussen het topografisch oppervlak, de geoïde en de referentie-ellipsoïde wordt vastgelegd door:
{\displaystyle H=h-N}
Daarin is:
- {\displaystyle H} de orthometrische hoogte of hoogte van het topografisch oppervlak tegenover de geoïde (ware hoogte)
- {\displaystyle h} de ellipsoïdale hoogte of hoogte van het topografisch oppervlak tegenover de ellipsoïde (gps-meting)
- {\displaystyle N} het relatief hoogteverschil tussen de geoïde en de ellipsoïde (plaatsgebonden correctiefactor)

De geoïde wordt als referentievlak voor orthometrische hoogten gebruikt. Deze hoogten worden in veel landen gebruikt voor het nationaal hoogtestelsel. Uit waterpasmetingen (en zwaartekrachtmetingen) kunnen deze orthometrische hoogten worden bepaald. In Nederland worden hoogten gemeten ten opzichte van Normaal Amsterdams Peil (NAP). Dit komt goed overeen met de geoïde, maar doordat het nulpunt van het NAP niet helemaal gelijk is aan gemiddeld zeeniveau en door bodembeweging en meetonnauwkeurigheden, komen de NAP-hoogten niet exact overeen met orthometrische hoogten.
Geoïdehoogten zijn de hoogten tussen de geoïde en een referentie-ellipsoïde van een geodetisch coördinatensysteem, bijvoorbeeld WGS84, ETRS89.

## Waarom is de geoïde nodig?
De geoïdehoogte N is de afstand tussen de geoïde en een referentie-ellipsoïde. Met GPS meet men hoogten ten opzichte van de referentie-ellipsoïde. Omdat in Nederland alle hoogten worden uitgedrukt in het NAP, moeten de ellipsoïdische hoogten h uit de gps-meting worden omgerekend naar NAP-hoogten H, volgens de relatie H = h - N. Standaard voeren gps-ontvangers deze berekening zelf uit, gebruikmakend van de waarden van N. In Nederland ligt de geoïde op een afstand oplopend van 40 meter in Noord-Oost Groningen tot 46 meter in Zuid-Limburg boven de WGS84-ellipsoïde, die standaard gebruikt wordt voor gps-positiebepaling. 
In het verleden kon de geoïde slechts bepaald worden door astronomische waarnemingen (bepaling van de afwijkingen van de verticaal) of door zwaartekrachtmetingen (bepaling van de anomalieën van de zwaartekracht). Beide type waarnemingen kunnen slechts op het vasteland uitgevoerd worden. Tegenwoordig kan men door waarneming van de variaties van bepaalde loopbaanparameters van kunstmatige satellieten een "wereldwijde geoïde" bepalen. Deze wordt opgegeven ten opzichte van de ellipsoïde WGS84. Hierdoor ontstaan wereldwijde geodetische datums.

## Recente ontwikkelingen

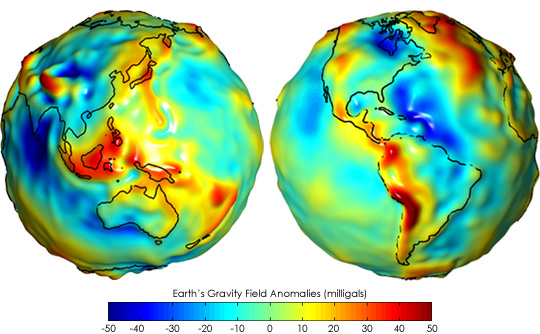
Visualisatie van de geoïdevariaties in termen van zwaartekracht (Gal).

In 2002 lanceerde de Amerikaanse ruimtevaartorganisatie NASA de missie Grace, waarbij twee satellieten de verschillen in zwaartekracht meten door variaties in hun onderlinge afstand te bepalen. De Europese Ruimtevaartorganisatie ESA lanceerde op 17 maart 2009 de zeer gevoelige precisiesatelliet GOCE (Gravity Field and Steady State Ocean Circular Explorer) met drie paar nauwkeurige versnellingsopnemers aan boord. De satelliet cirkelde tot 11 november 2013 op ca. 250 km hoogte boven de aarde. De lancering stond gepland voor september 2008 vanaf de basis Plesetsk in Noord-Rusland, maar was door problemen met de Breeze-KM-trap van de raket uitgesteld. Door een combinatie van geavanceerde positiebepaling en kalibreerbare versnellingsopnemers denkt men de geoïde met een precisie van 2 cm te kunnen bepalen bij een horizontale resolutie van 100 km. De beperkte horizontale resolutie maakt voor detailmetingen nog steeds de ouderwetse metingen op land nodig.

## Geoïdemodellen
Het beste wereldwijde geoïdemodel is het Amerikaanse EGM2008. Dit model op basis van harmonische functies heeft een nauwkeurigheid van enkele decimeters. In Nederland wordt het quasi-geoïdemodel NLGEO2018 gebruikt voor de omrekening tussen ETRS89 en RD-NAP met centimeterprecisie.